# Barbaise
Barbaise település Franciaországban, Ardennes megyében. Lakosainak száma 106 fő (2022. január 1.). Barbaise Gruyères, Jandun, Raillicourt és Touligny községekkel határos.

## Népesség
A település népességének változása:
| Lakosok száma | 69   | 106  | 101  | 92   | 94   | 101  | 104  | 106  | 109  | 106  |
|               | 1968 | 1999 | 2011 | 2013 | 2015 | 2017 | 2018 | 2019 | 2021 | 2022 |